# البرانس العليا (إقليم فرنسي)
البرانس العليا (بالفرنسية:Hautes-Pyrénées) هو إقليم فرنسي، يقع في جنوب غرب فرنسا وهو جزء من منطقة ميدي بيرينه. عدد سكانه 230,956 نسمة وفق تعداد عام 2021. الكثافة السكانية في الإقليم 51.73 نسمة لكل كيلومتر مربع.

## تاريخ الإقليم
تم إنشاء إقليم البرانيس العليا كواحد من الأقاليم التي تتشكل منها جمهورية فرنسا، في زمن الثورة الفرنسية في 4 مارس 1790.

## جغرافية الإقليم
إقليم البرانيس العليا يتكون من عدة مناطق جغرافية متميزة، الجزء الجنوبي على طول الحدود مع إسبانيا، وتتكون من الجبال مثل جبال فيغنيمال، دو ميدي بيك دو بيجور، وجبال فوفيل، وجبال اربيزون، وهناك مجال ثان يتكون من التلال المنخفضة الارتفاع، أما الجزء الشمالي من الإقليم فهو يتكون من الأراضي الزراعية وهي إلى حد كبير أرض مسطحه.

## السياحة في الإقليم
تمثل حديقة البيرينيه الغربية الوطنية التي تغطي مساحة كبيرة من الإقليم أحد المعالم السياحية في الإقليم، وتشمل المعالم المعروفة مثل غافرين دي سيرك وبوينت ديسبان، وتعد المنطقة الوجهة المفضلة للالرحالة وعشاق الجبل.
وقد عرفت المنطقة منذ العصور القديمة بينابيعها الحارة، وقد بنيت عدة مدن حول هذه الينابيع مثل مدن: كوتيريتس أبرز، لوز سان سوفور، بآينير بيجور.
وهناك عدد من منتجعات التزلج على الجليد في إقليم البرانيس العليا مثل منتجع مونغ باريج، منتجع غافرين، منتجع لوز اردينين، منتجع كوتيريتس، منتجع هاوتكام، منتجع بياو انغلاسي، ومنتجع سان لاري سولان. ويعد الإقليم لاعبا أساسيا في مسار سباق فرنسا للدراجات.

## إقرأ أيضا
- لوز سانت سوفور
- ماكس ريجيس